# 利東街 (商場)

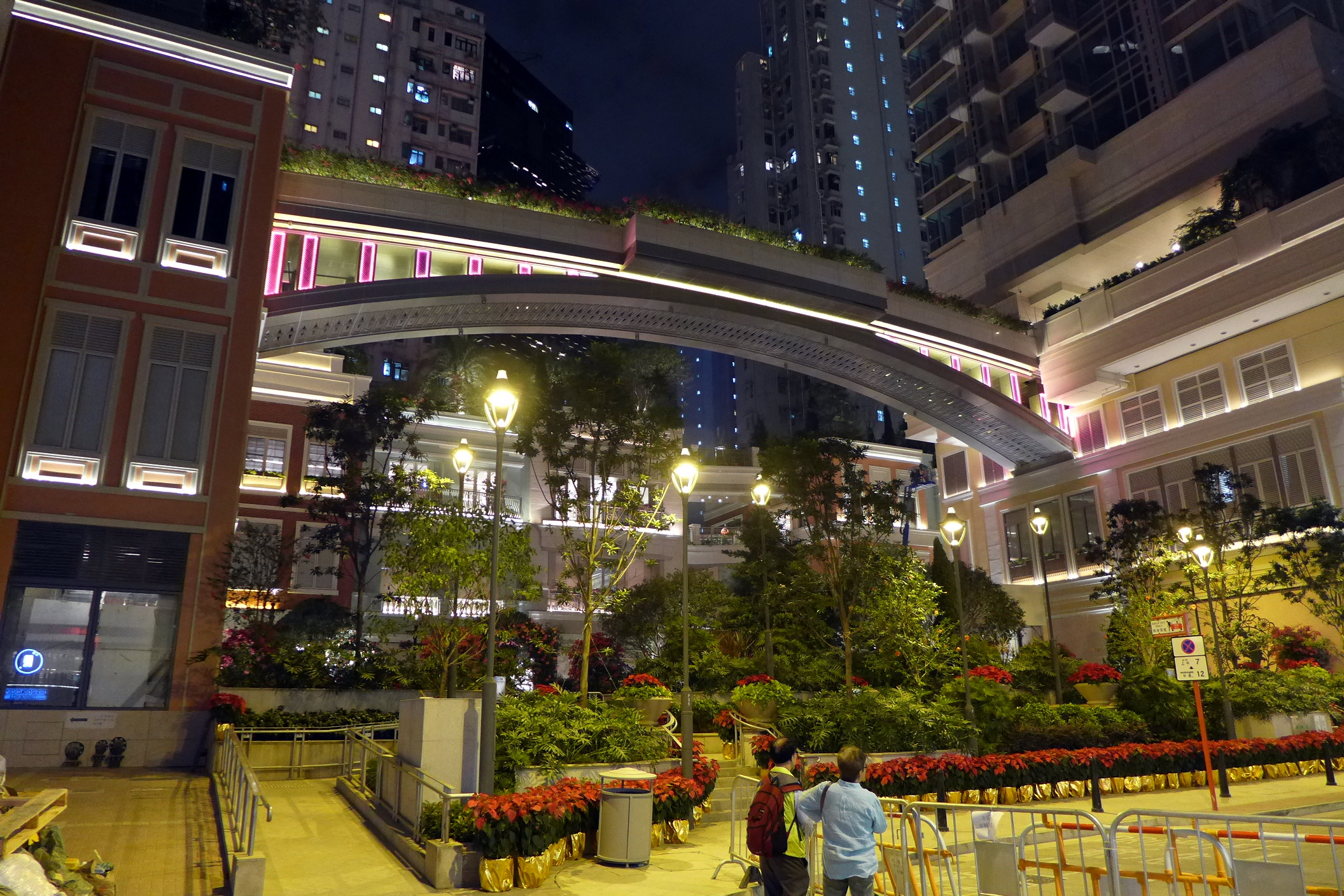
利東街商場採用仿歐陸風格設計

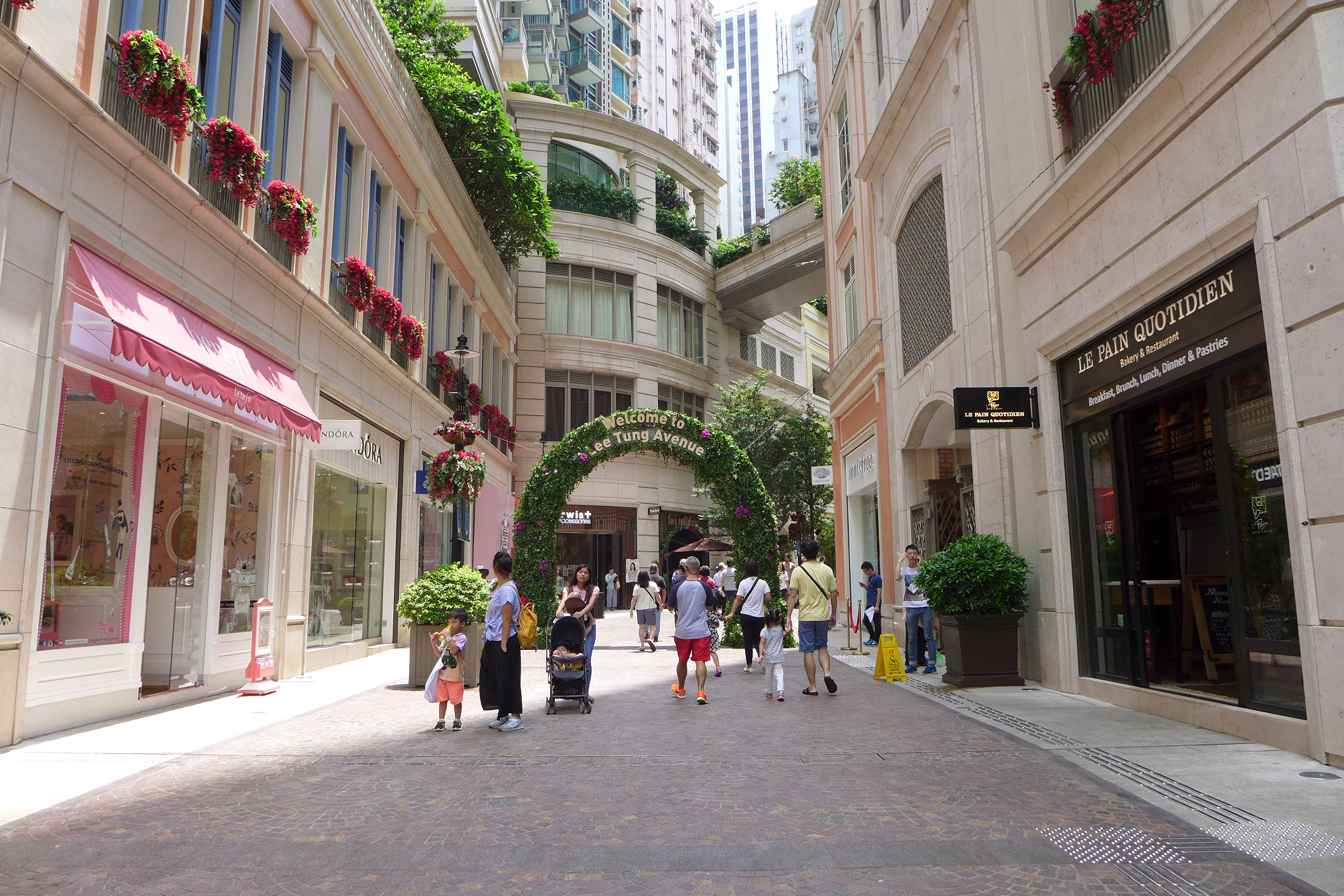
利東街北面入口

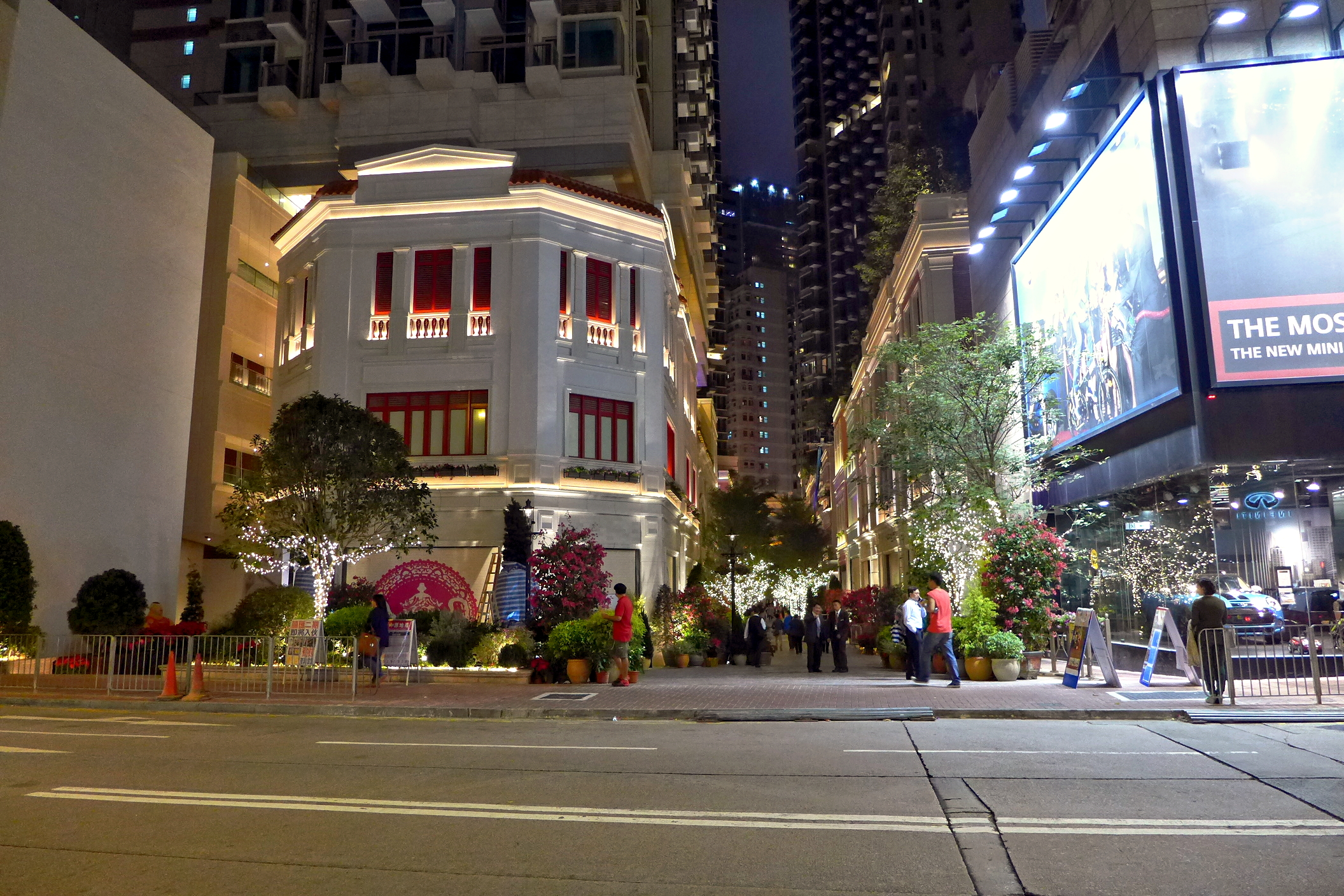
利東街南面夜景

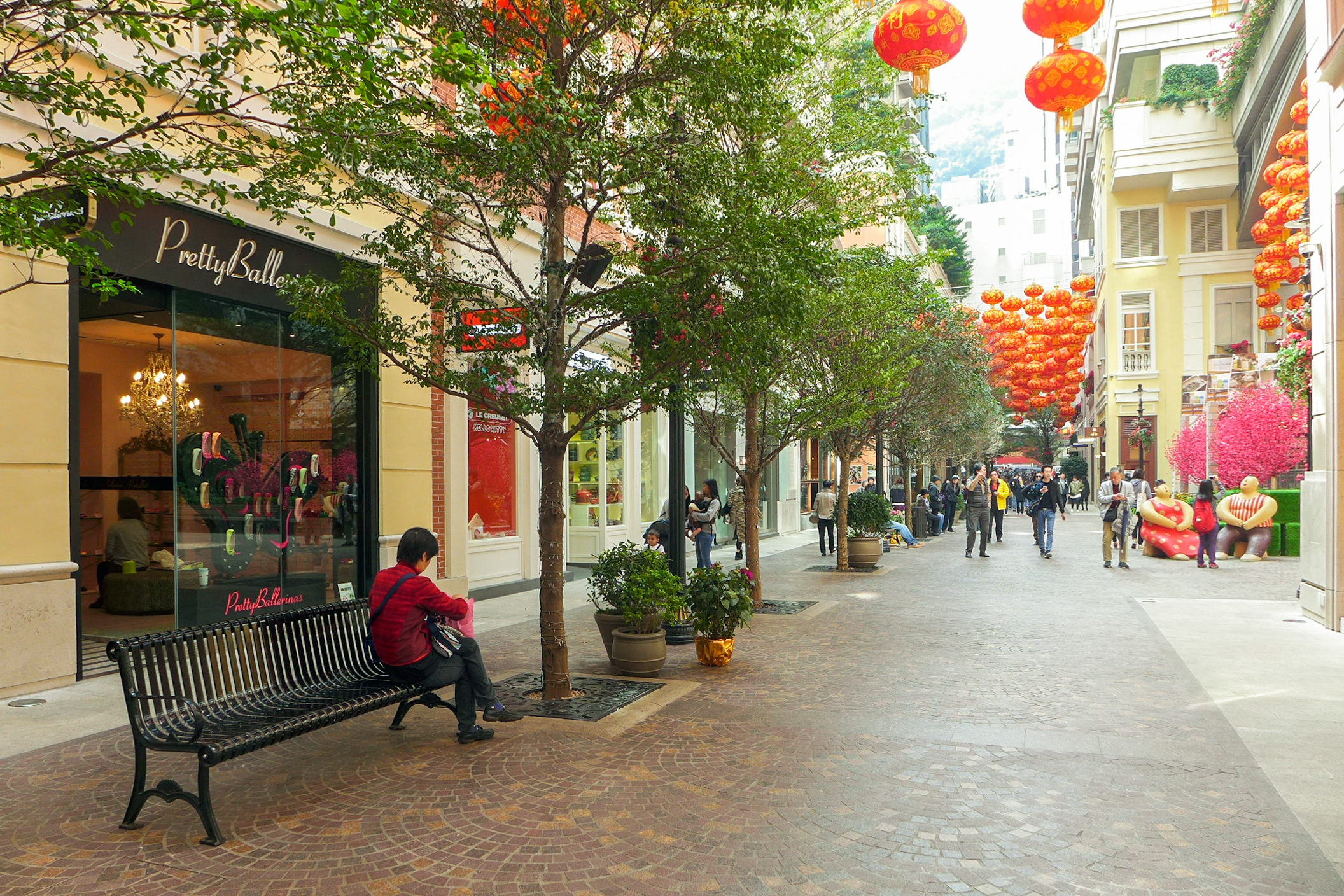
利東街設多張座椅讓遊人休憩

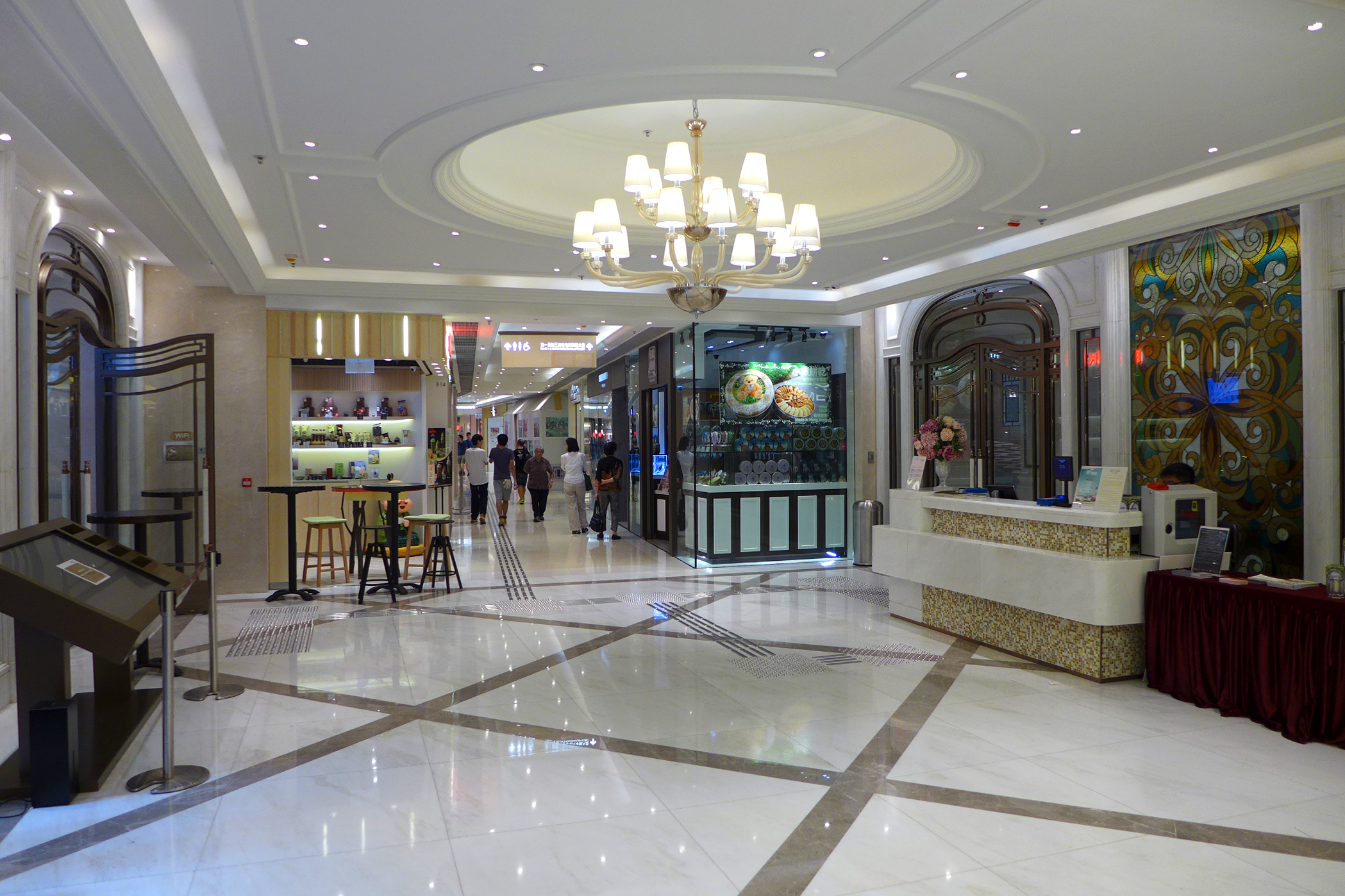
利東街地庫大堂

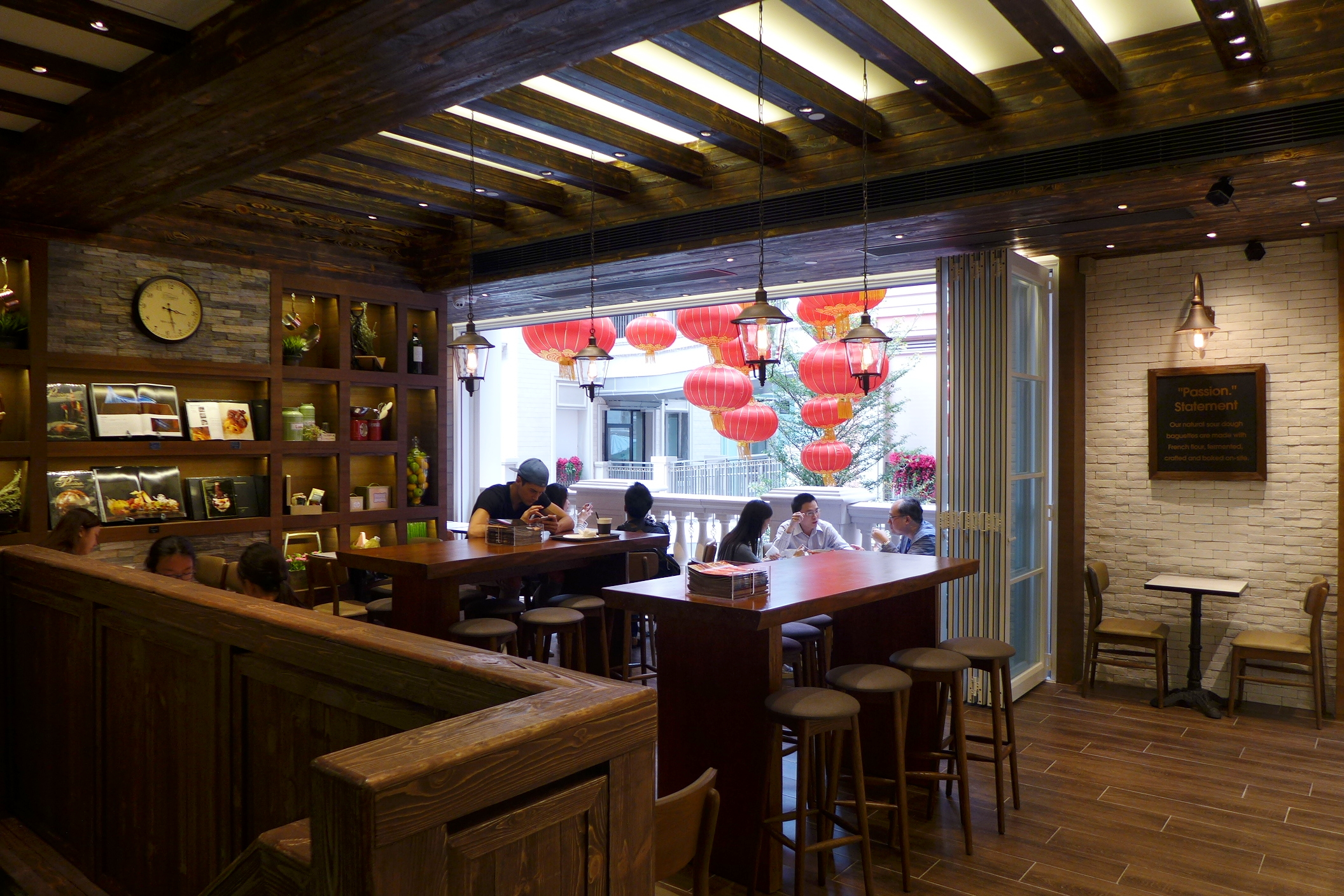
利東街食肆以高級餐飲為主，部份設有陽台

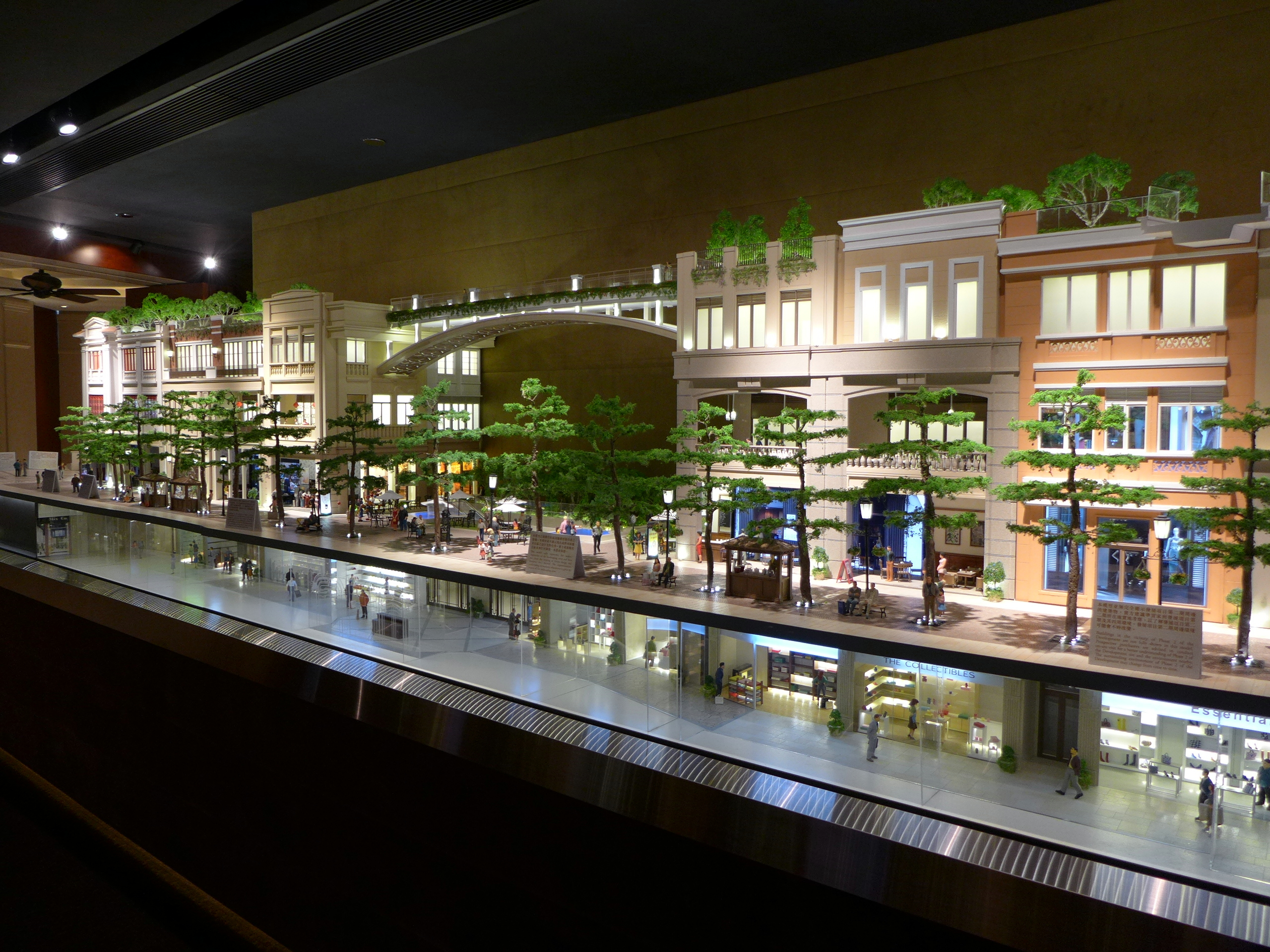
利東街商場模型

利東街（英語：Lee Tung Avenue），落成前曾命名為囍歡里（英語：Avenue Walk），是位於香港灣仔皇后大道東200號囍滙基座的購物商場，發展商為信和置業、合和實業和市區重建局，並由信和置業負責商場管理，合營企業按40：60的比例分佔淨租金收入，商場在2015年11月28日對外開放，並於2016年首季正式開幕。

## 商場結構
商場共4層高，提供87,700平方呎總樓面面積，包括地庫、地下、1樓及2樓，舖位面積由最細100平方呎，至約1萬平方呎，共設70間舖位，並設4間複式舖，料招攬品牌開設旗艦店。地面提供逾170米長的綠化林蔭大道。項目將以中西合璧、新舊交融為發展方向，對灣仔的傳統建築特色予以保留，建築上採用灣仔特色的窗花及舊香港戰前階磚等。預計商場的目標客群中，本地客將佔8成，遊客佔兩成。
另地盤範圍內被評為三級歷史建築物的三幢唐樓，亦會保育作為文化館及商舖等。商場中央亦會設計成一條200米長、9米闊的步行街，24小時開放；並設立中央休憩廣場及佔地1.2萬呎天台花園。
信和置業聯手煤氣公司合作，於利東街內設仿照19世紀街燈式樣的15盞煤氣燈，全部均5.2米高，為全港最高，煤氣公司希望突出歷史意味、配襯周圍古跡之餘，亦不至於讓市民感到太壓迫。同時，百米步行街每隔約10米就一支燈的布置，也是全港最密集的。

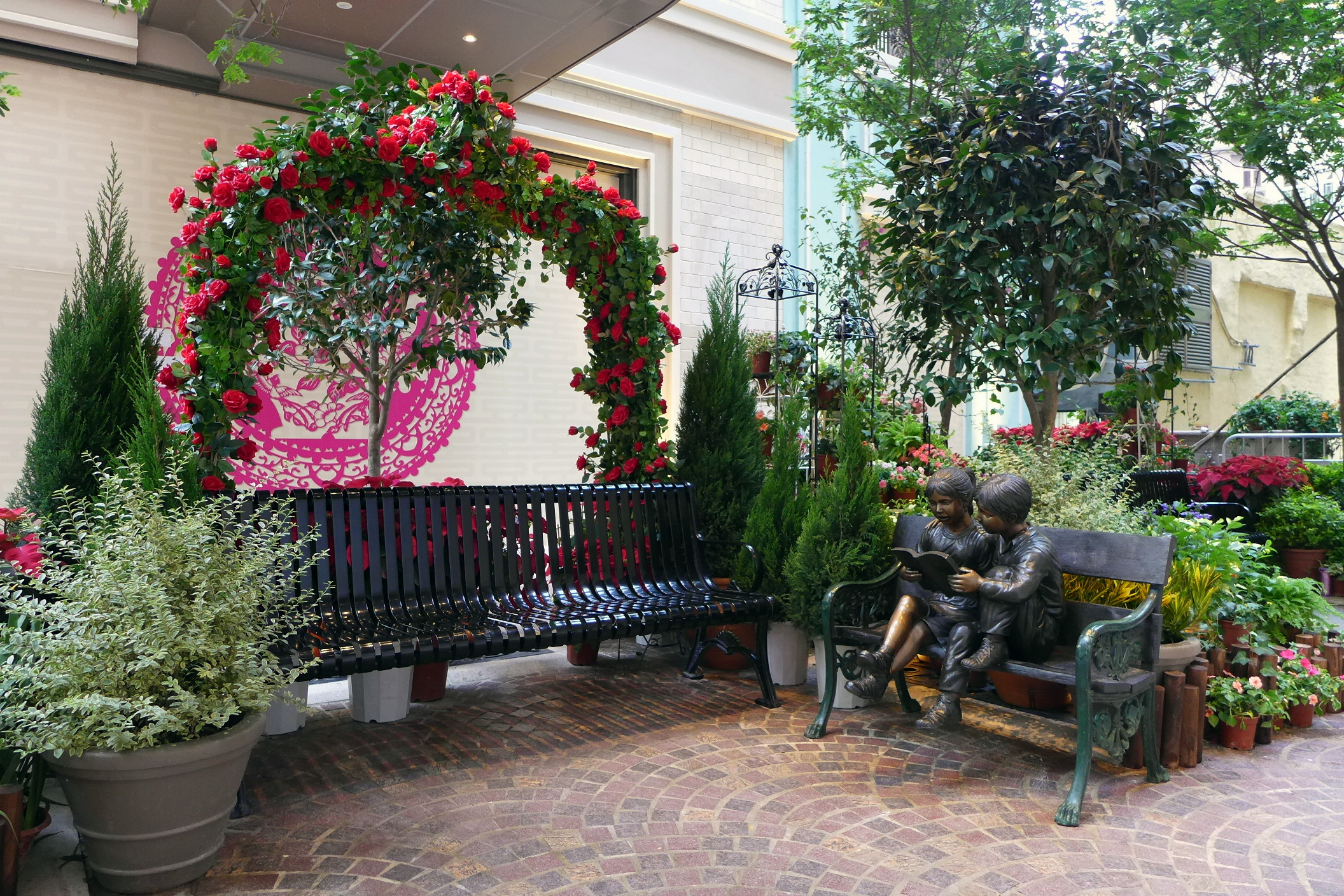
座椅旁放置雕刻品及植物
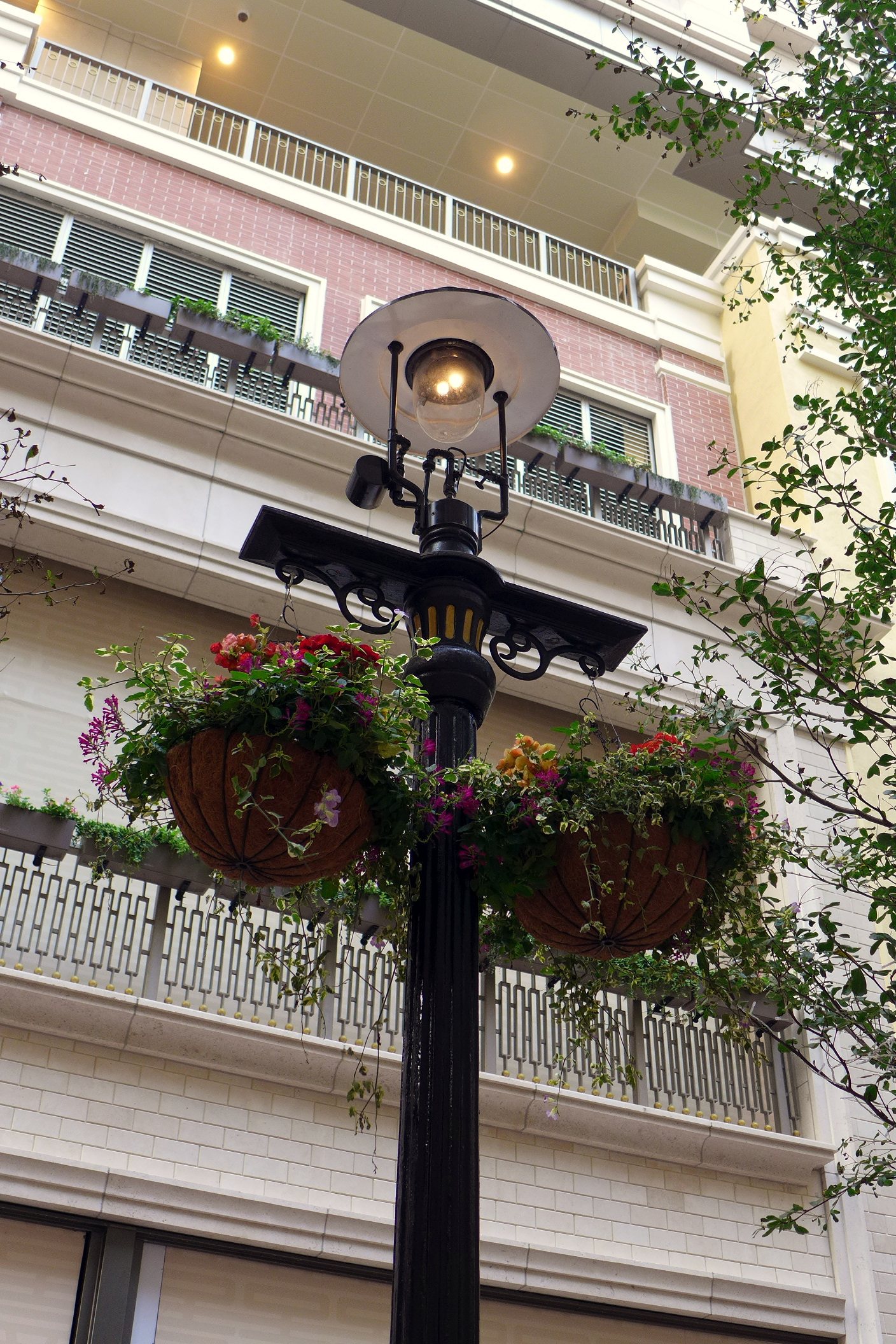
利東街內設15盞仿照煤氣燈，為全港最高
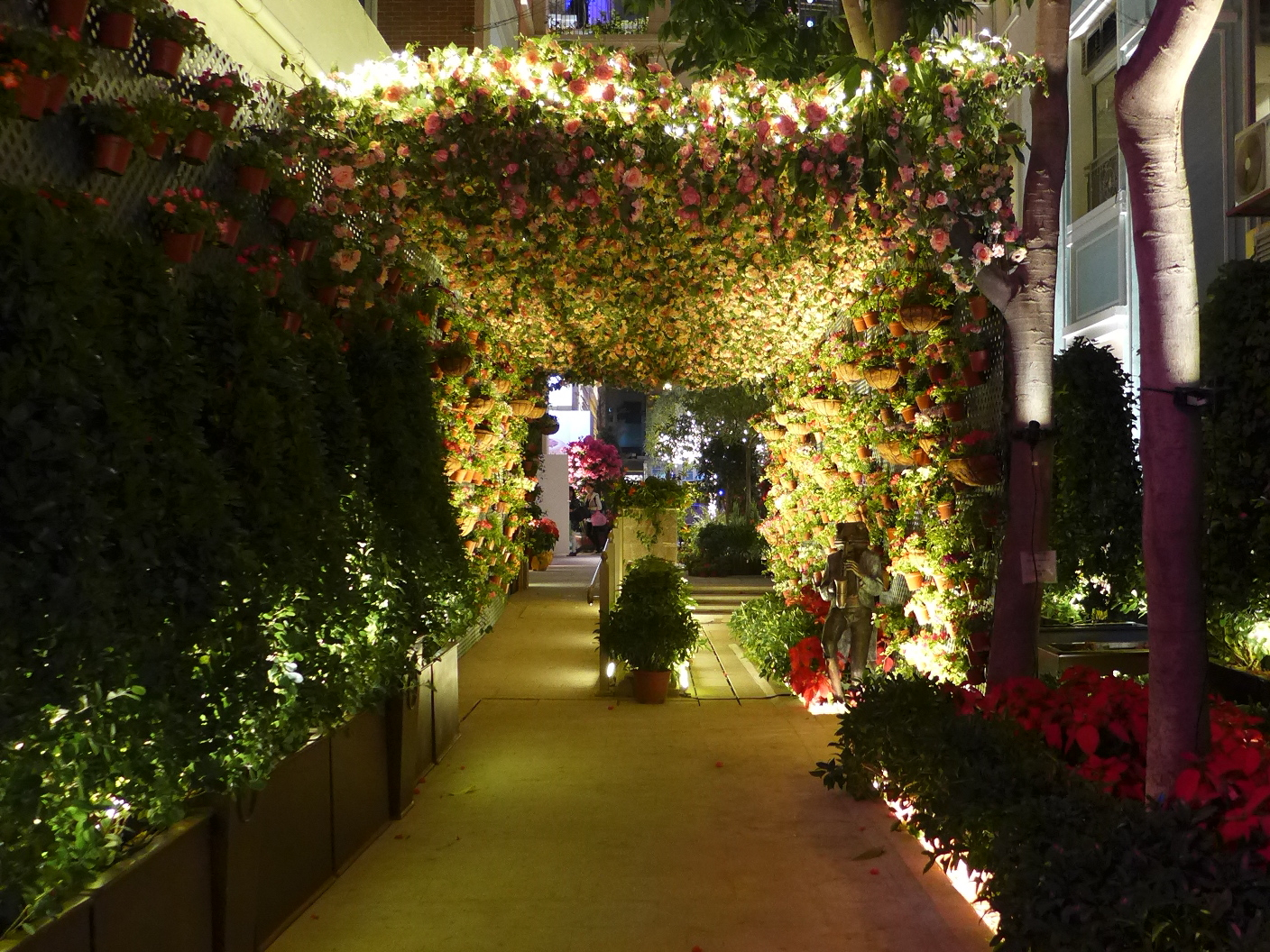
往春園街一段行人路有精緻園藝 (已於2016年初移除)
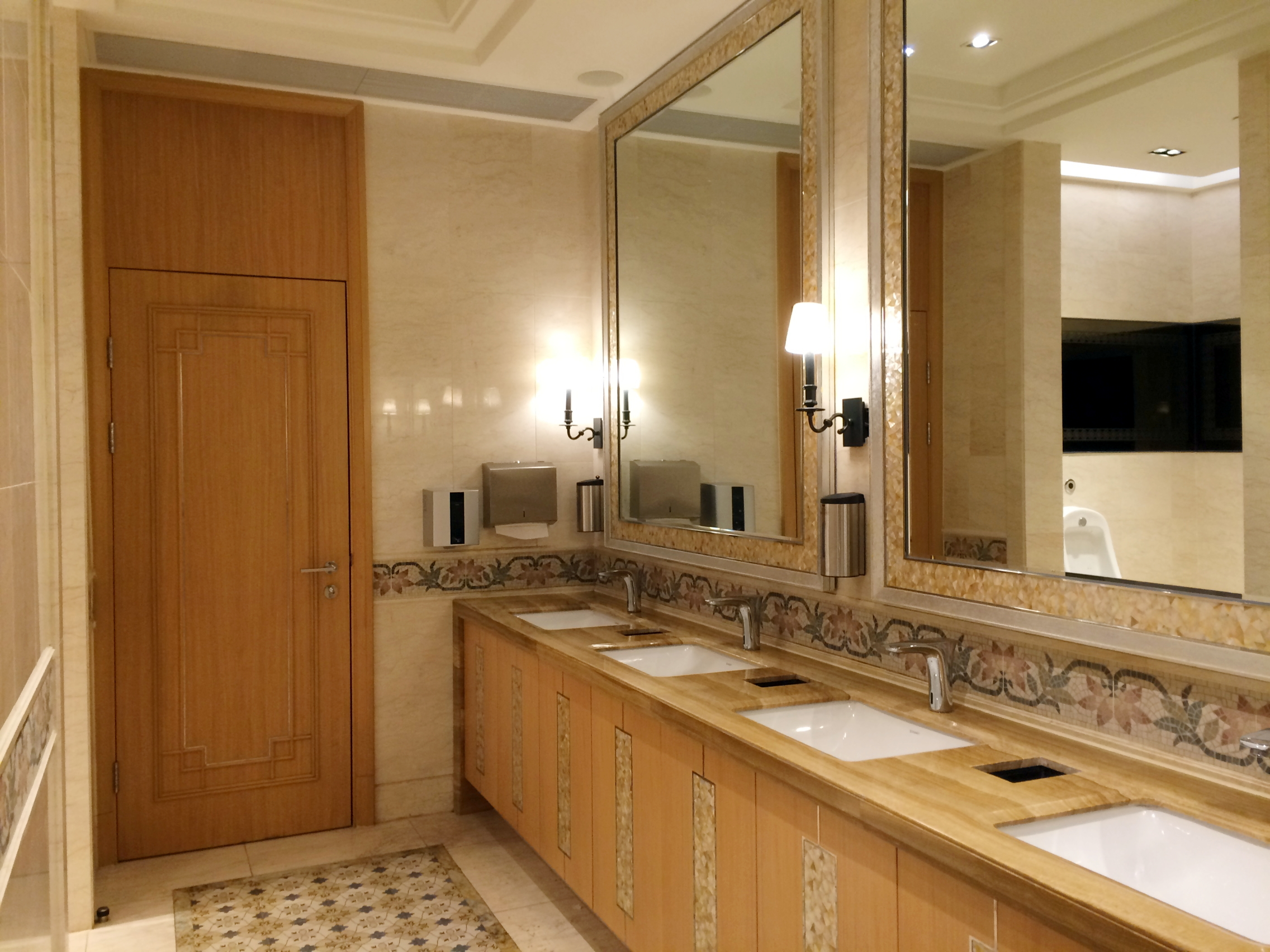
洗手間裝修豪華，採用歐陸風設計
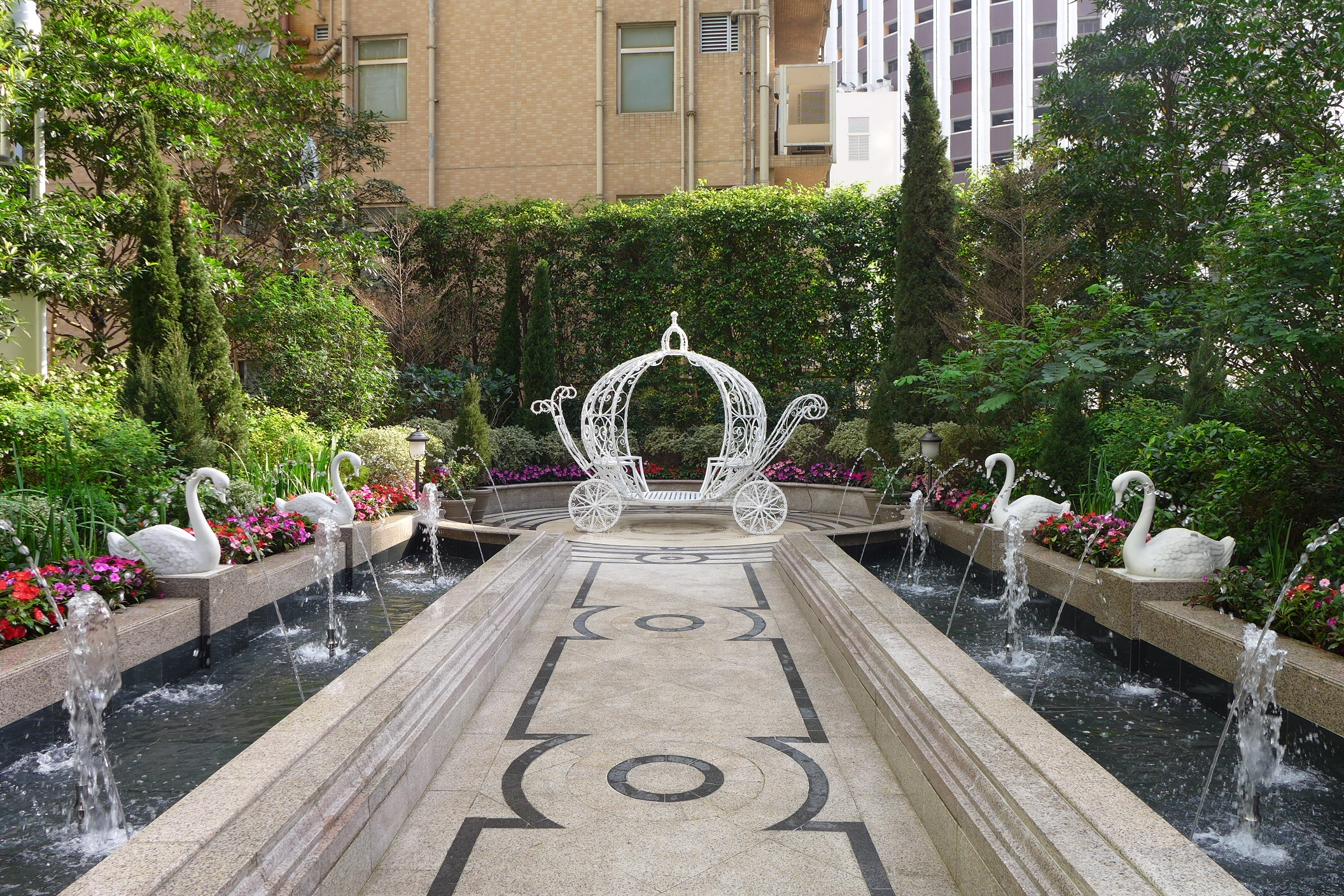
5樓天台花園水池
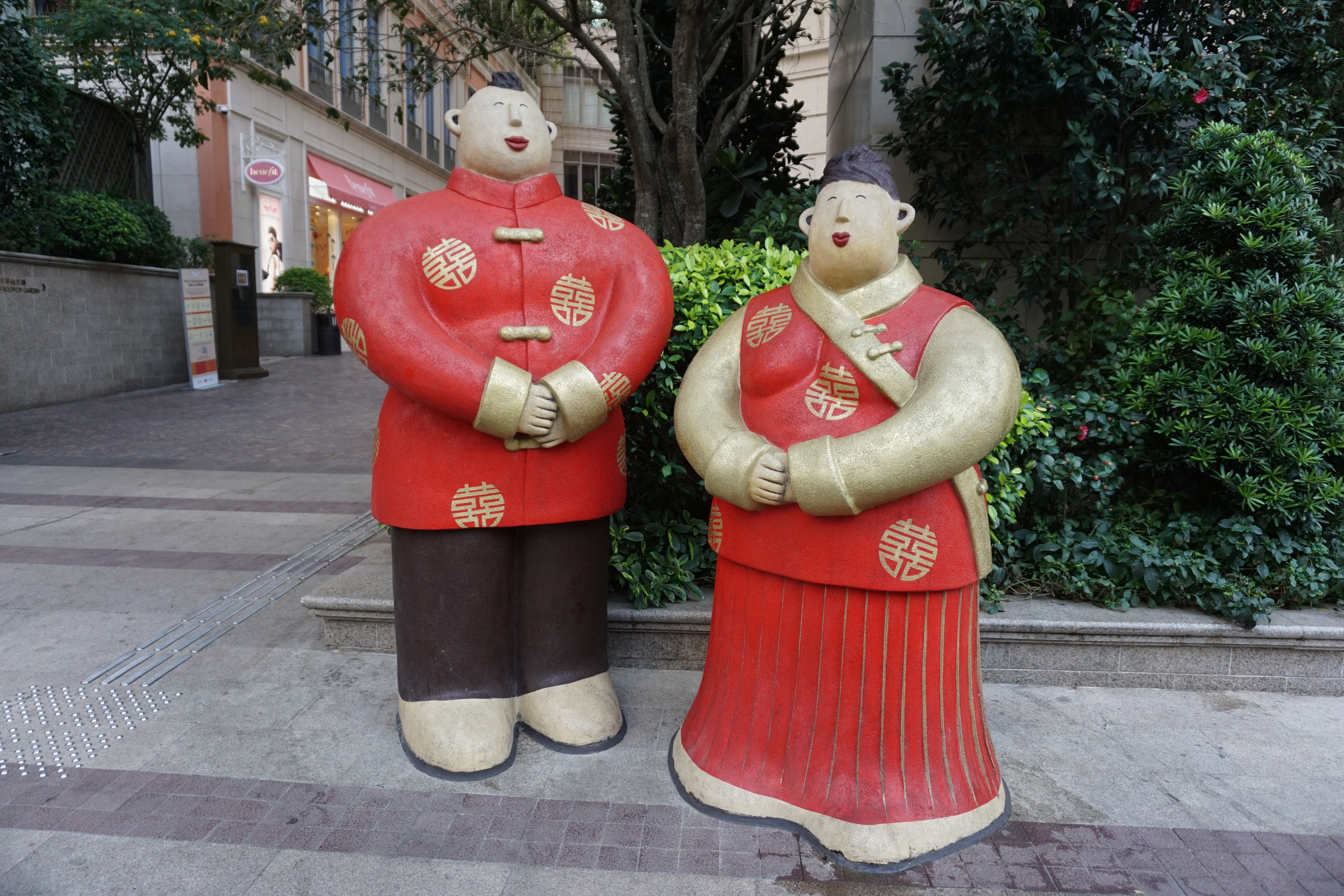
李慧嫻創作的雕塑

## 租戶
租客類型上，發展商曾聲稱，項目為保留昔日嫁囍用品集中地喜帖街特色，故會招攬與婚嫁相關的租戶如中式餐飲、花店及珠寶店等，並會搜尋暫未在香港開店的外國品牌，以增加新鮮感。商場佔75%為零售，主要為與婚嫁有關的店舖，餘下25%主要作餐飲業。被問到意向租金，發展商則未有透露。可是現在的租戶絕幾乎全部與婚嫁無關，完全無法保留昔日特色。
發展項目的商場收益，將由市建局與發展商按四六之比攤分。該項目商業用地約8.6萬方呎，若以目前市值，每月呎租約300元推算，商場每月租金收入約2,580萬元，市建局可獲當中四成，每月1,032萬元，一年賺取租金1.24億元。
地庫租戶包括Gourmet超級市場、榮華月餅、大同老餅家、工夫茶舍、Kam Fai、新啟達印刷燙金公司、Lucky Blossoms 保鮮花藝店、招財貓、古法烘焙、THERMOS-ART PIECES及GaZ Accessories。
地下租戶包括Benefit、twist、西班牙鞋店Pretty Ballerinas、Vivienne Tam、Hay House、法國廚具品牌Le Creuset、ACE Lifestyle相機店、品牌風格文具店Moleskine、H2 Cards、鑽戒飾物店Forever Couple、德國著名文具品牌施德樓（Staedtler，已於2019年結業）及韓國Innisfree美容品店。其中Okashi Galleria x Calbee Plus為日本首間海外卡樂B分店。
食肆包括日本高級咖啡點心店Ginza West、表參道人氣咖啡店Omotesando Koffee、韓國餐廳Bistro Seoul、西班牙菜La Bola、來自法國的麵包店Le Pain Quotidien、泰國酒吧A.R. Sutton Engineers、Ophelia 雞尾酒酒吧、日本高級甜點YOKU MOKU Cafe、茶葉店Florté、新派馬拉菜「囍碟」、上海菜「喜遇」、鴛鴦、雙喜樓及法國甜品店Passion by Gerard Dubois。

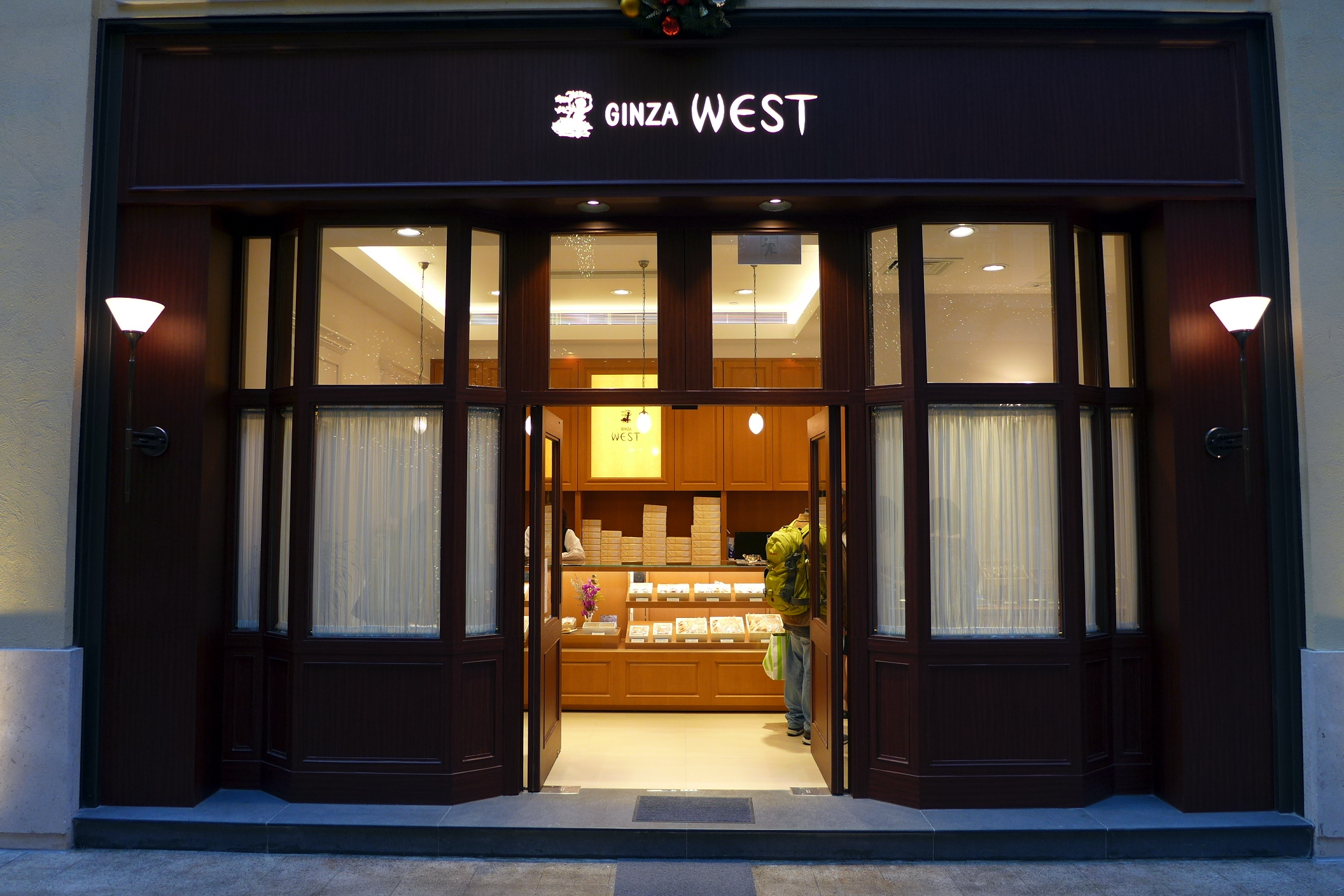
日本咖啡點心店Ginza West
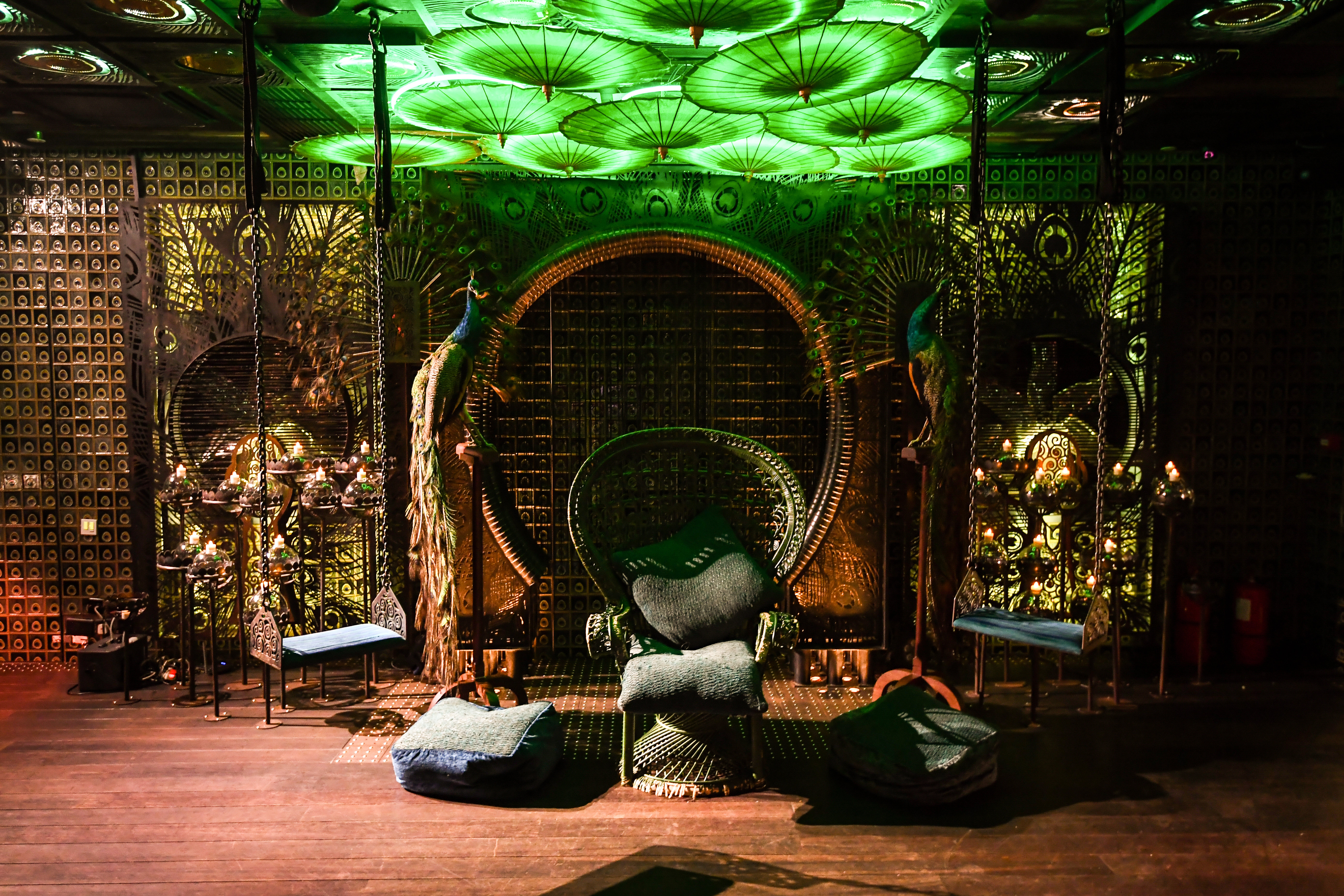
Ophelia酒吧
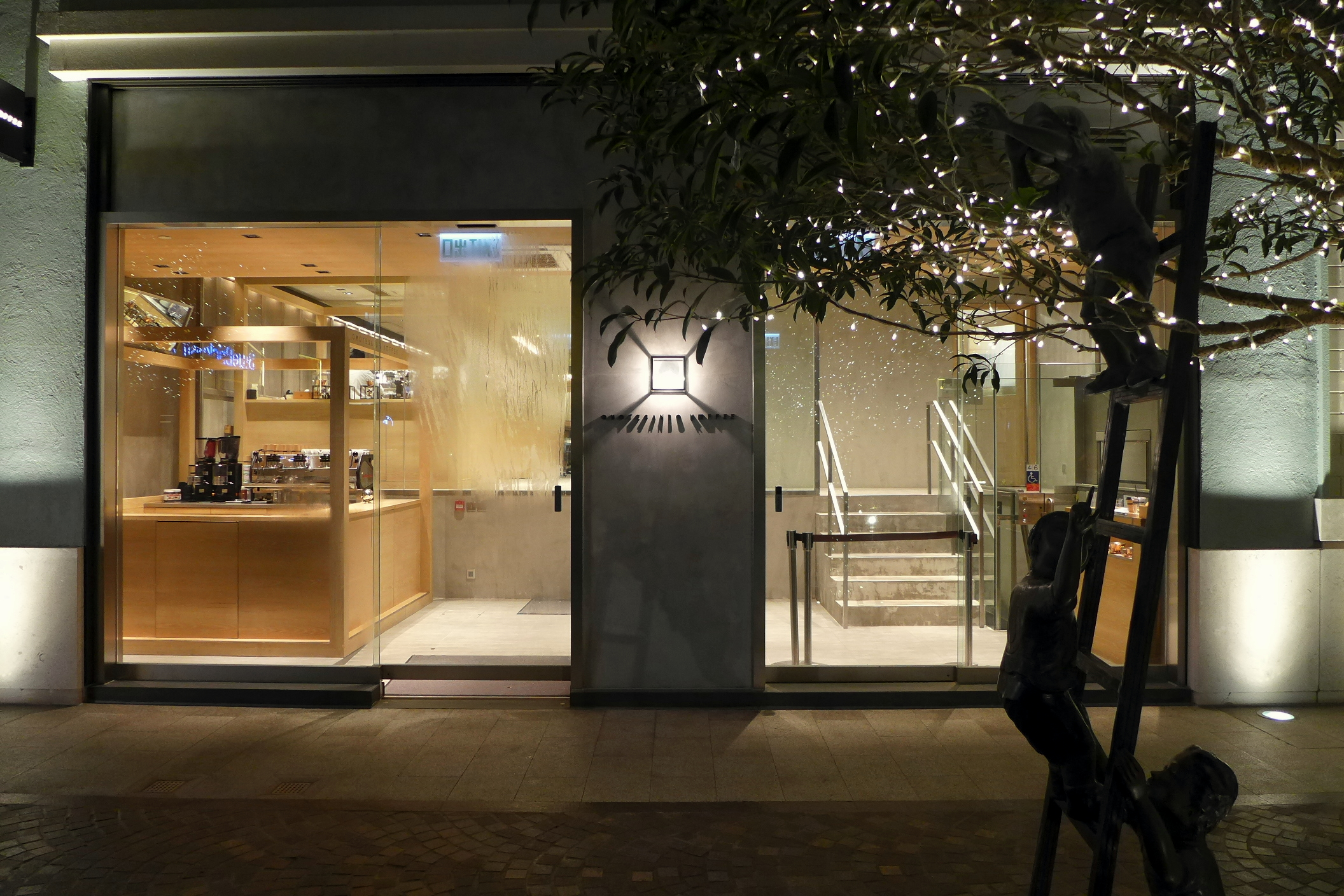
表參道人氣咖啡店Omotesando Koffee
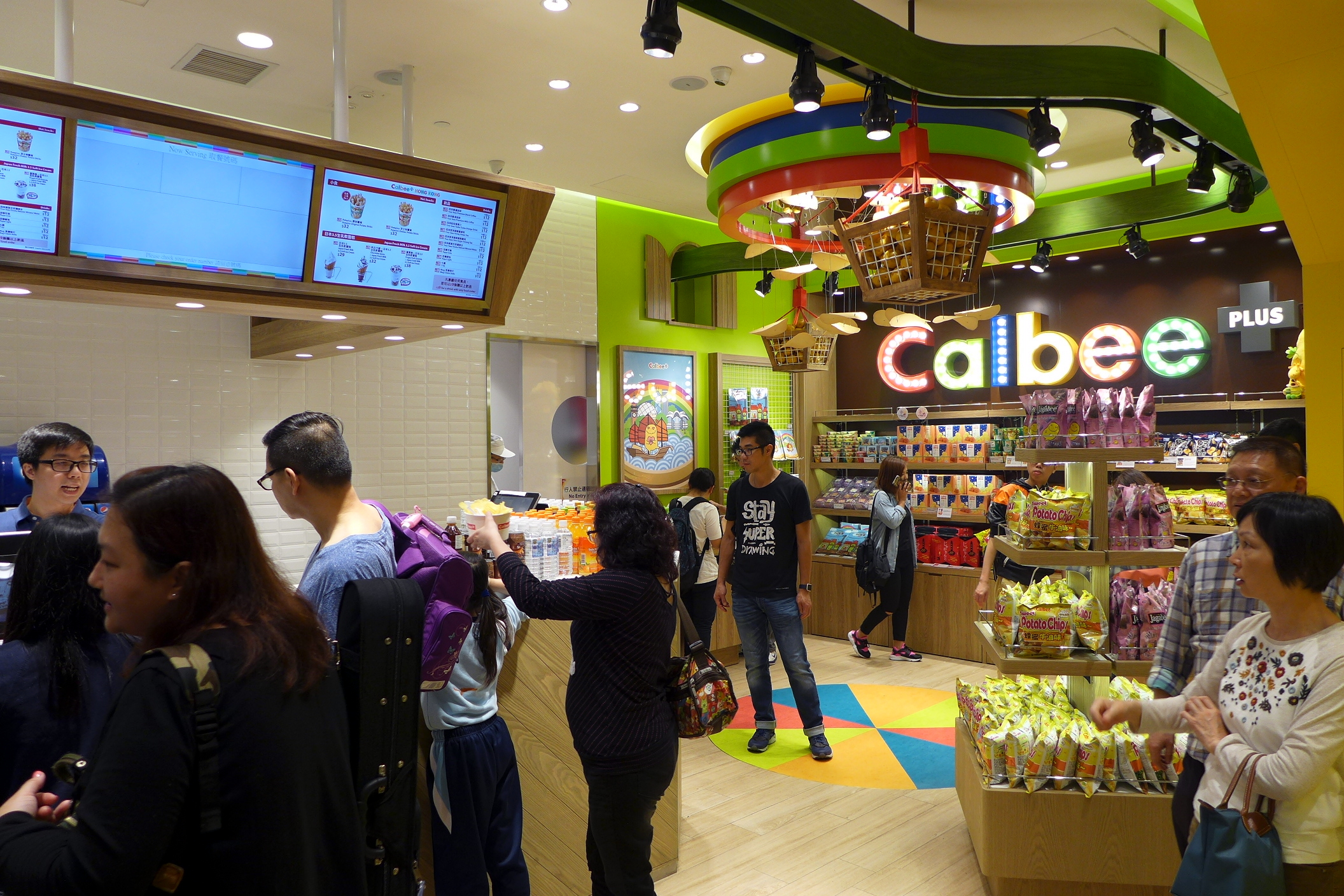
Okashi Galleria x Calbee Plus
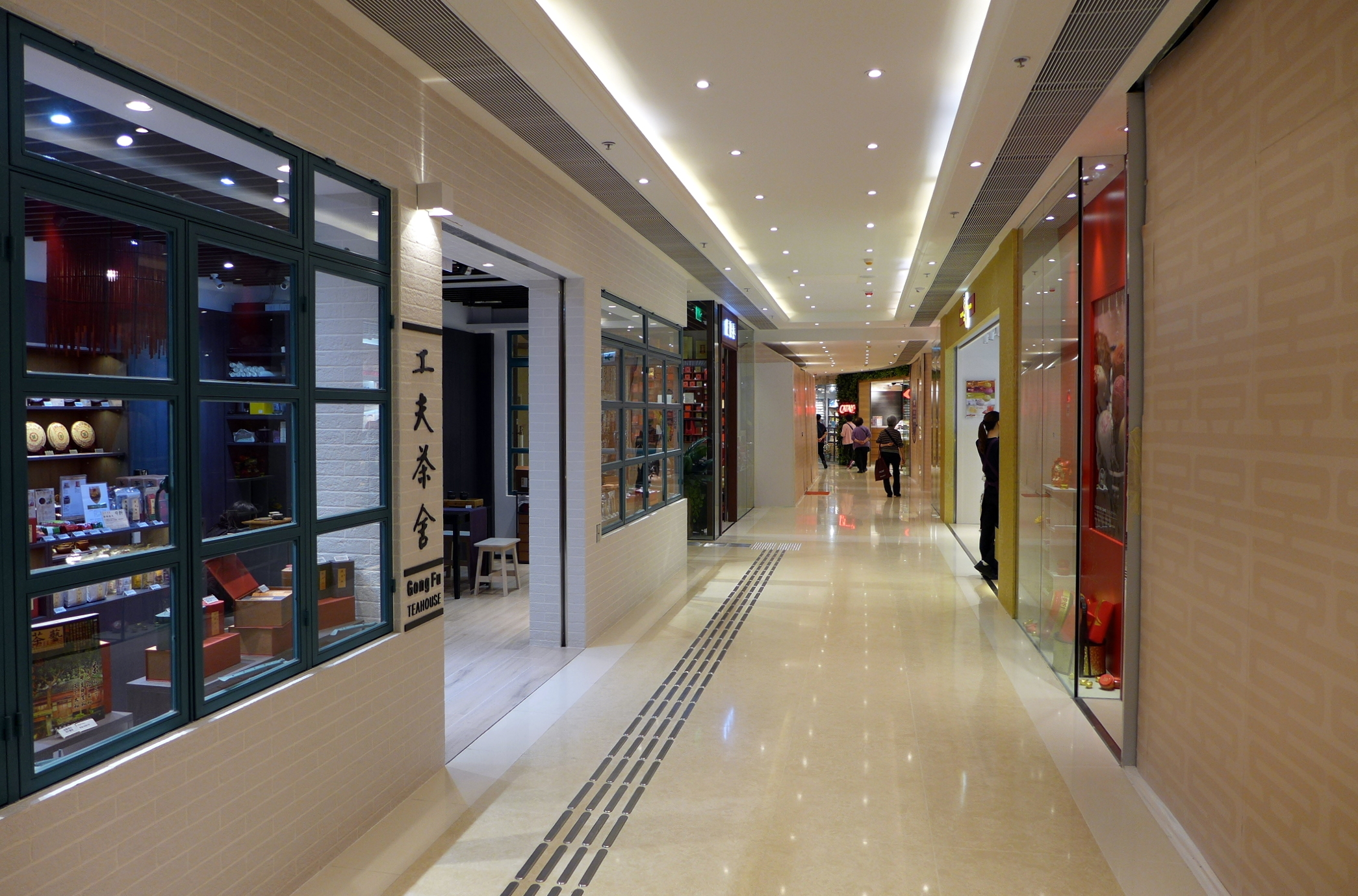
地庫商店

## 批評

### 名稱爭議
本項目由關閉利東街發展而來。2013年6月25日，市建局與發展商信和宣布將「囍帖街」重新命名為「囍歡里」，是「喜歡你」的諧音。發展商信和解釋，「囍」字有喜事成雙的意思，象徵中式婚禮；「歡」代表「歡欣」，「里」則意味着鄉里及老家的情懷。
有市民在社交網站面書發起「一人一電郵」的反對行動，亦有市民批評政府偽善，蓋因改名一事勾起強行收購逼遷的痛苦回憶，猶如在居民的傷口上再灑一把鹽。於6月27日，在利東街重建地盤附近，原本寫著「囍歡里」的工地木牌，已被遮蔽，暫未知原因。
2015年10月26日，發展商之一，合和實業透露將放棄囍歡里此名稱，起用回原名利東街，但無解釋改名原因，預料2015年底至2016年初陸續開店。這是繼坑口連理街後第二個以「街」字命名的香港商場，更是首個以真實街名命名的商場，唯英文名稱則使用"Avenue"，與原本利東街以"Street"為名的英文名稱不同，而重开的利東街是商場及行人通道的一部分。

### 設計被指卡通式山寨歐陸風
購物商場採用信和置業新物業一貫的仿歐陸風格，新建築設計雖然加入舊唐樓元素，兩座建築物中有一條大橋相連，有建築師認為設計有異於以往唐樓風格，類似澳門漁人碼頭；亦有舊商戶嘆說色彩繽紛的建築物外牆設計「卡通化」，保不住昔日囍帖街的文化特色，捨棄社區歷史。

### 租戶欠特色 以高級時裝餐飲為主
當年發展商表明，希望商場以婚慶為主題，並富有香港特色，有半數是與婚嫁有關的如中式食肆、花店、婚紗及珠寶等，亦會引入新來港進駐的海外商戶。不過市場消息透露，已落實的租戶多為售賣悠閒時裝、化妝品等，另有超過兩成租戶為餐飲，但多為外國特色食肆，並非以香港特色餐廳為主打。

## 交通
地庫設一條地下行人隧道連接至港鐵灣仔站，在2017年12月22日啟用，而附近街道亦有電車、多條巴士、小巴路線途經，可前往港九新界各區。

## 興建圖片

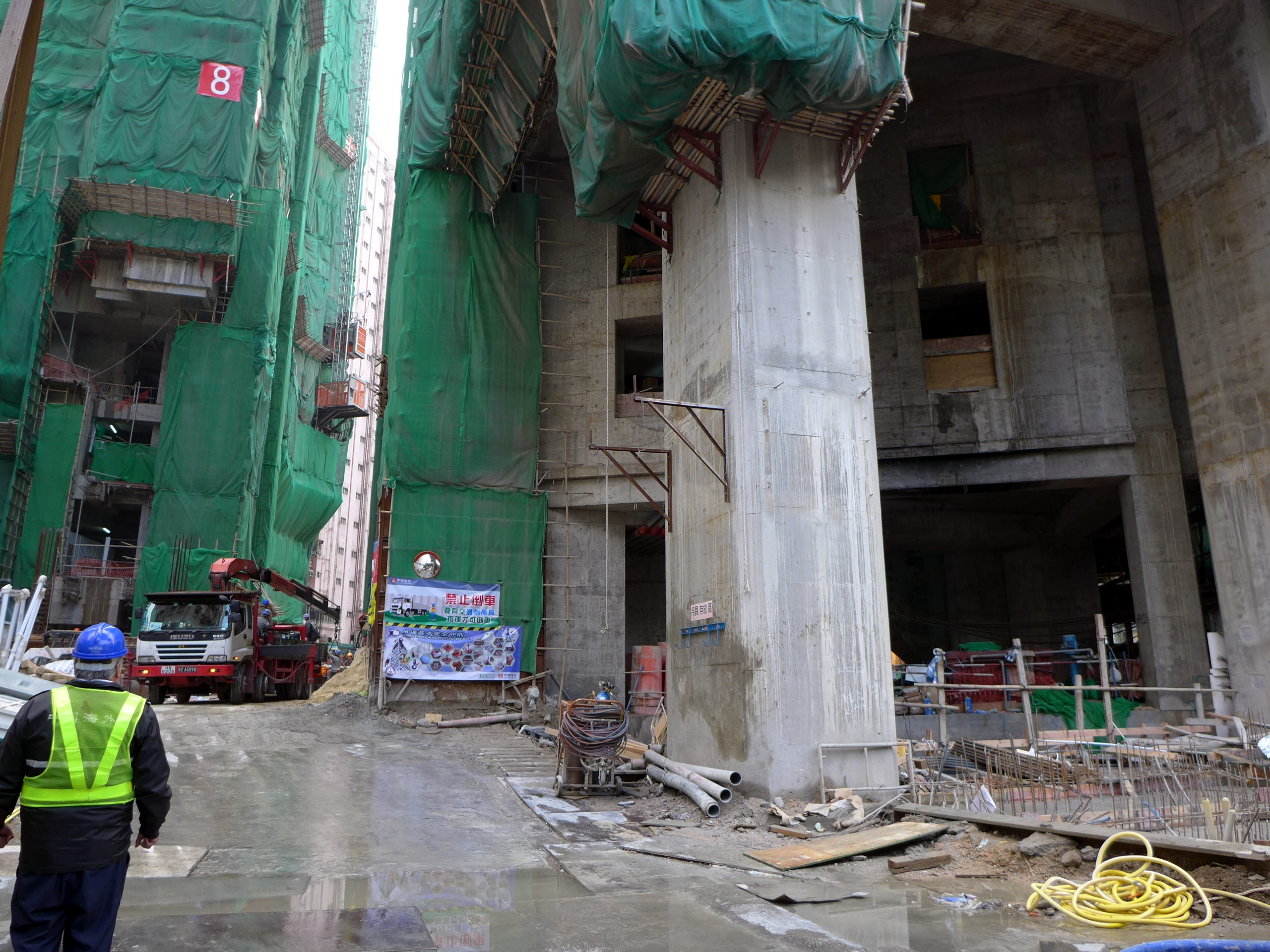
商場北面（2013年12月）
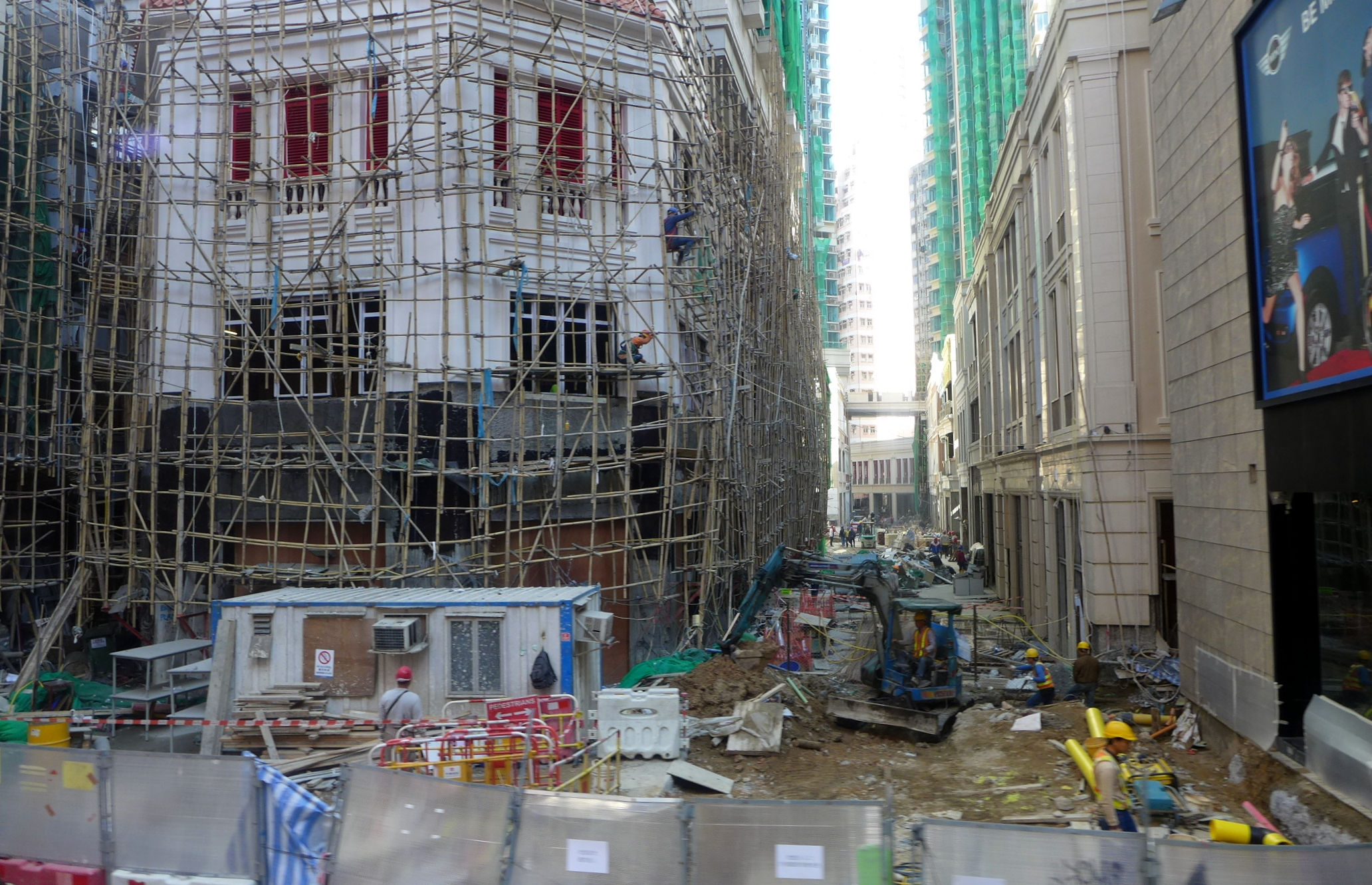
商場南面（2015年1月）
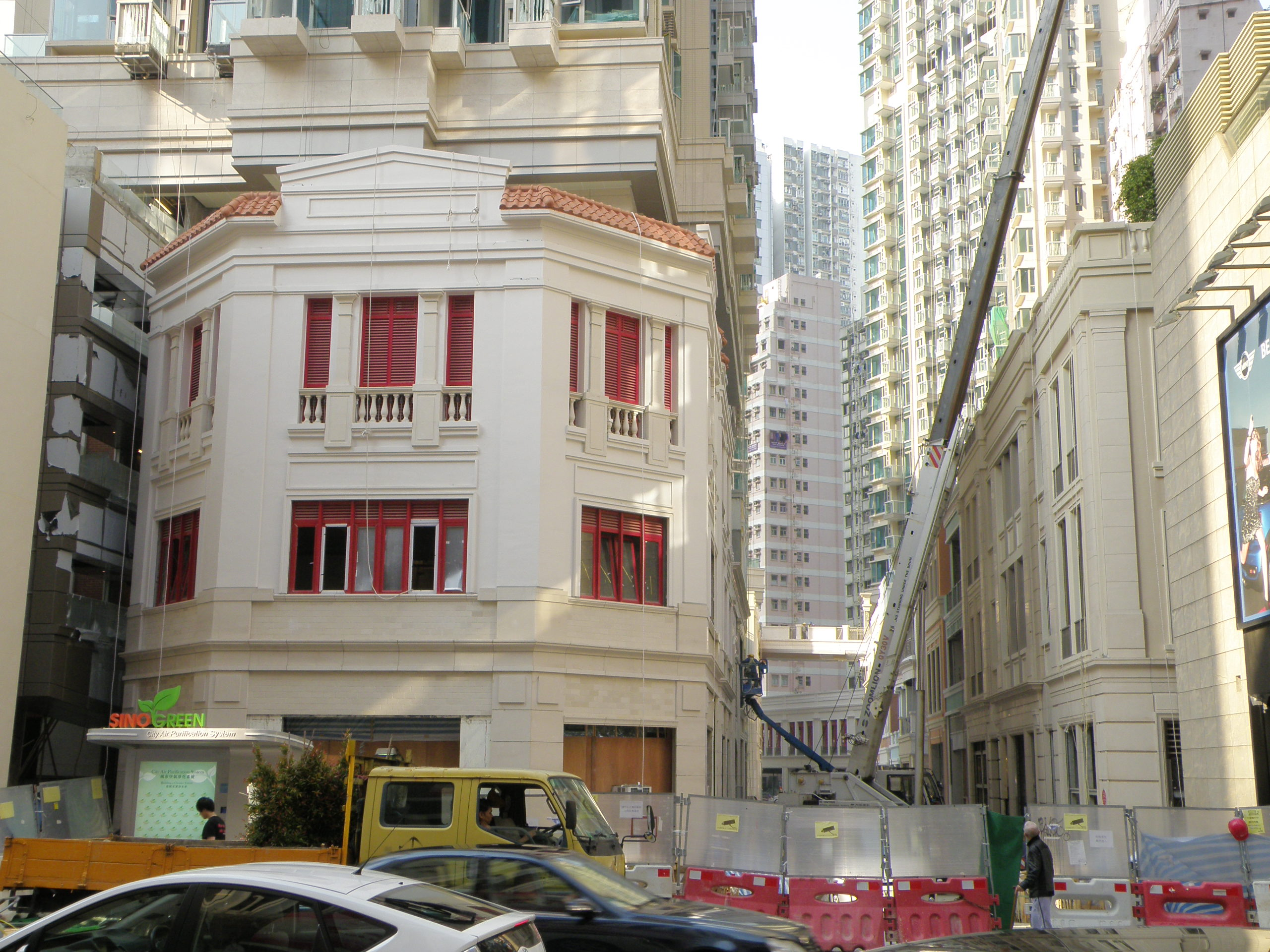
商場南面全貌（2015年4月）
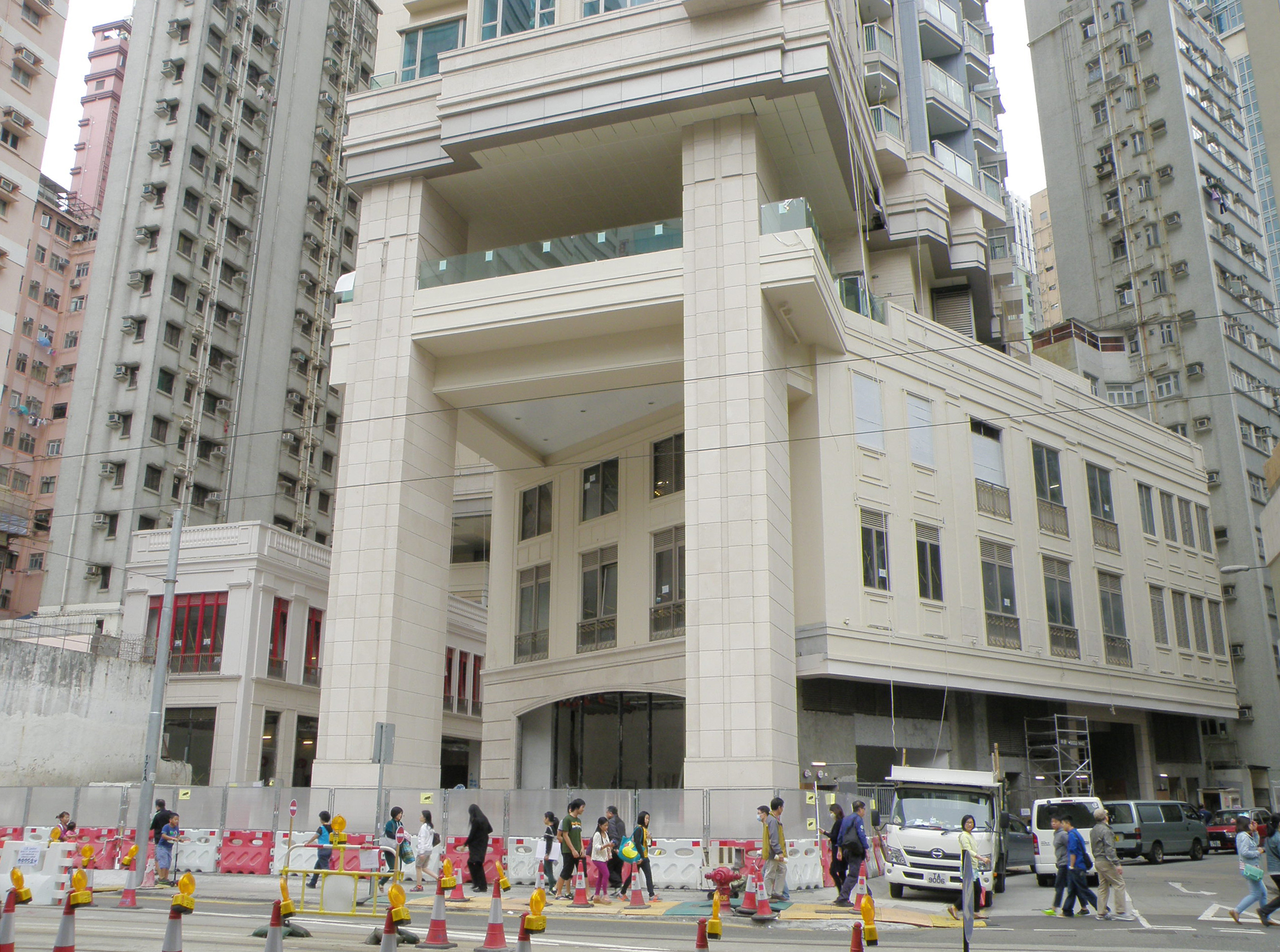
利東街商場北面 （2015年4月）
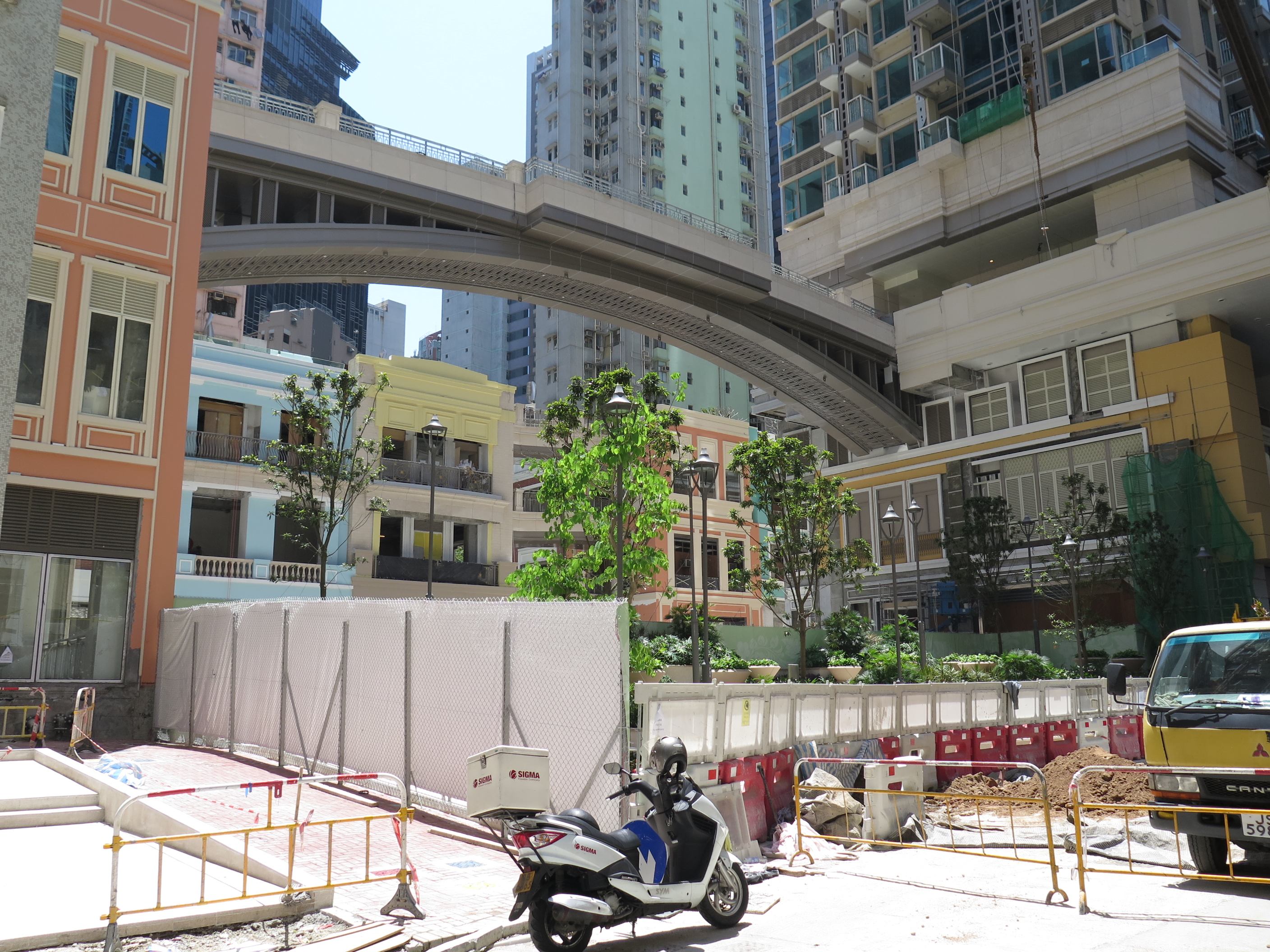
利東街商場 （2015年4月）
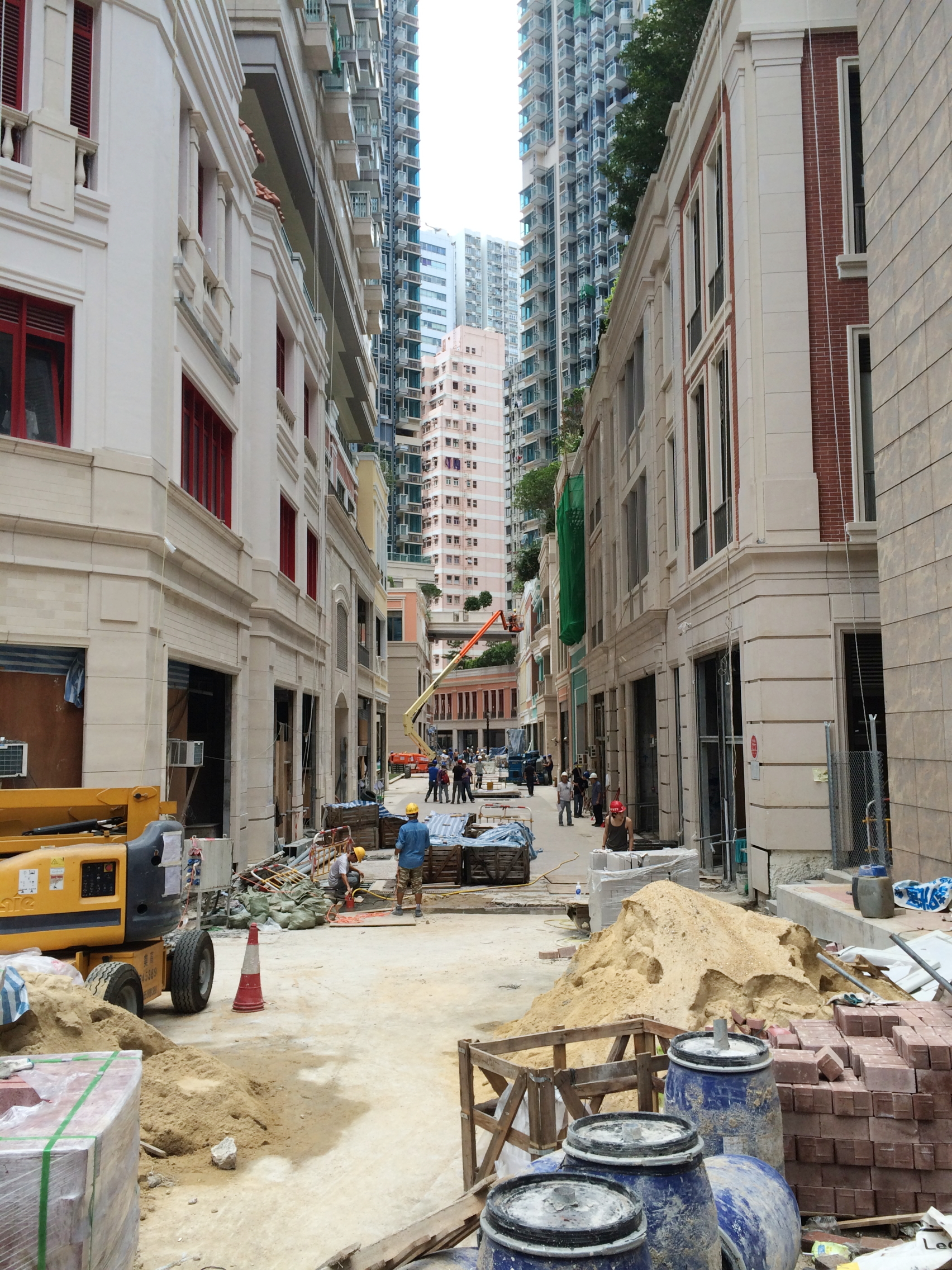
商場南面（2015年7月）
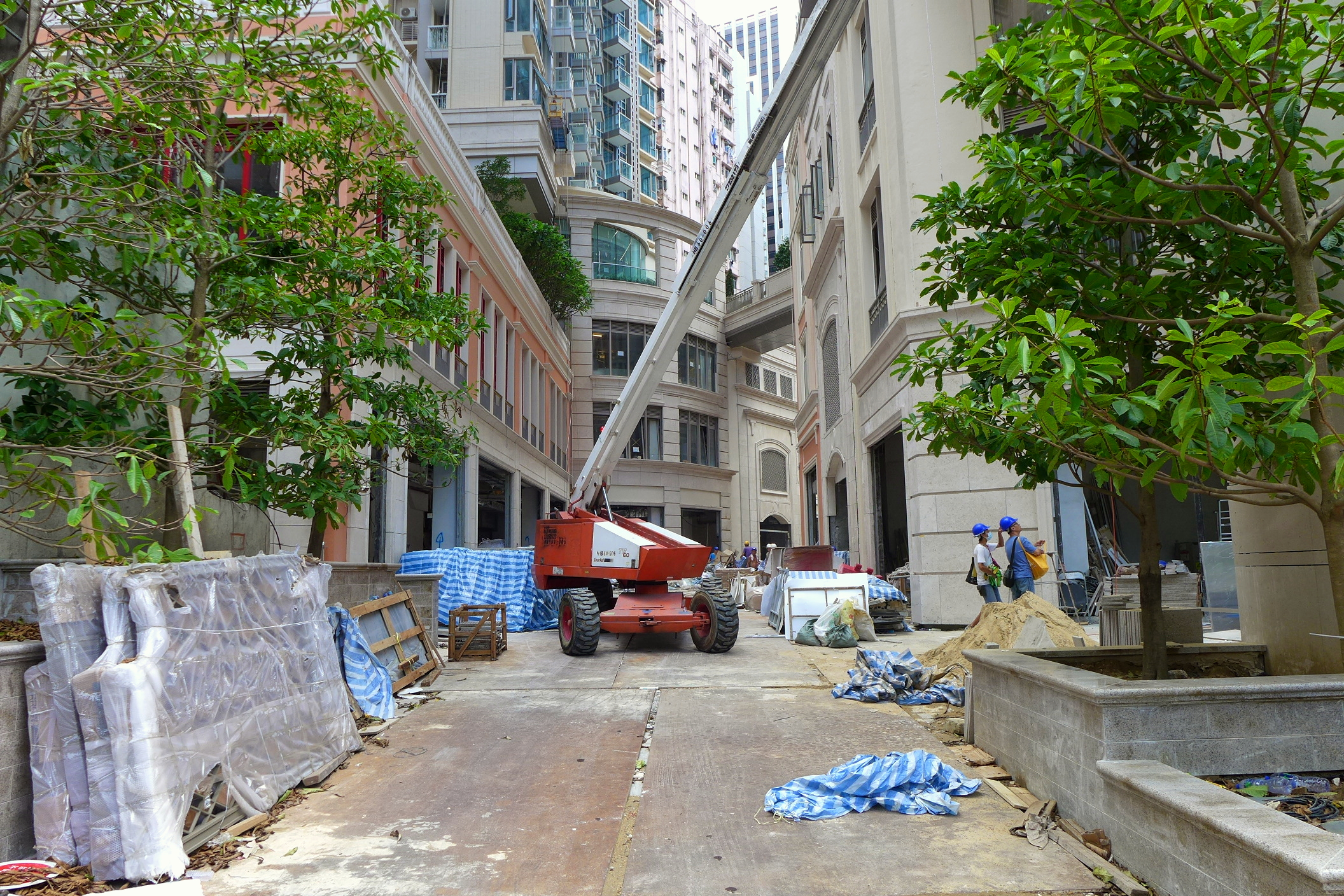
商場北面（2015年7月）

## 外部連結
- 利東街商場官方網站（页面存档备份，存于）